# グッバイガール (デヴィッド・ゲイツの曲)
「グッバイガール」（Goodbye Girl ）は、アメリカのソフト・ロック・バンド、ブレッドのリーダーであったデヴィッド・ゲイツが作詞・作曲し、歌った曲。1977年公開の映画『グッバイガール』の主題歌。映画公開直後の同年12月に発売されたシングルは、翌1978年4月15日、ビルボードのシングル・チャート15位にランクインした。また、ゲイツは1978年6月に、本曲を収録した同名のアルバムも発売している。

## カバー
- 南沙織（1978年） 後述
- フーティー・アンド・ザ・ブロウフィッシュ - アルバム "The Best of Hootie & the Blowfish: 1993–2003"（2004年）収録
- ルーマー - アルバム "Seasons of My Soul"（2010年）収録

## 南沙織によるカバー
日本の歌手南沙織が、中里綴の訳詞による日本語バージョンと、オリジナルの英語バージョンでカバーしている。1978年10月21日発売のシングル「グッバイガール」に両バージョンがカップリング収録され、また英語バージョンは同年10月1日に先行発売のアルバム『Simplicity』にも収録されている。日本語版は同年10月7日に開催された「さよならコンサート」でも披露しており、実況録音盤『Good-by Cynthia』（同年12月5日発売）にライヴ音源で収録されている。

### 南沙織版シングル
南沙織によるカバー・シングル「グッバイガール」は、通算28枚目のシングルとして、CBS・ソニー（現：ソニー・ミュージックレーベルズ）から発売された。A面に日本語バージョン「グッバイガール」を、B面にオリジナルの英語バージョン「Good-bye Girl」を収録している。
同月のうちにアルバム『Simplicity』発売、「さよならコンサート」の開催、本シングルの発売が相次いで行われ、これをもって南は芸能活動を一時引退した。そのため、本シングルは引退前の最終作となった。
シングルA面曲を発売順に収録しているベスト・アルバム『GOLDEN J-POP/THE BEST 南沙織』（1998年11月21日発売）では、オリジナル作品ではないために、もう1枚のカバー・シングル「カリフォルニアの青い空」とともに収録が見送られた。

#### 南沙織版シングル収録曲
両楽曲とも、作詞・作曲: David Gates、編曲: 川村栄二
1. グッバイガール（3:32）
  - 訳詞: 中里綴
2. Good-bye Girl（3:32）

### 南沙織によるカバーの収録ディスク（LP・CD）
- グッバイガール
  - THE BEST / 南沙織 -1979年6月版-
  - THE BEST / 南沙織 -1979年11月版-
  - THE BEST / again 南沙織
  - 南沙織ベスト Recall 〜28 SINGLES SAORI + 1〜
  - Cynthia Memories
  - CYNTHIA ANTHOLOGY
  - 南沙織 THE BEST 〜 Cynthia-ly
  - ドーナツ盤型12cmCDコレクション
  - Cynthia Premium
  - GOLDEN☆BEST 南沙織 コンプリート・シングルコレクション
  - ゴールデン☆アイドル 南沙織
  - CYNTHIA ALIVE
- グッバイガール -Live-
  - Good-by Cynthia
  - Cynthia Memories
- Good-bye Girl
  - Simplicity
  - THE BEST / 南沙織 -1979年11月版-
  - THE BEST / 南沙織 -1980年版-
  - THE BEST / 南沙織 -1982年版-
  - 南沙織のすべて
  - Cynthia Memories
  - CYNTHIA ANTHOLOGY
  - ドーナツ盤型12cmCDコレクション
  - Cynthia Premium
  - ゴールデン☆アイドル 南沙織